# Miss Mundo 1985
O 35º Concurso Miss Mundo aconteceu em 14 de novembro de 1985 no Royal Albert Hall, em Londres, Reino Unido. Foram 78 participantes e a vencedora foi Holmfridur Karlsdóttir, representante da Islândia.